# Territorios organizados incorporados por los Estados Unidos

Expansión territorial de los Estados Unidos entre 1810 y 1920. Los territorios organizados aparecen en color azul, los no organizados en verde.

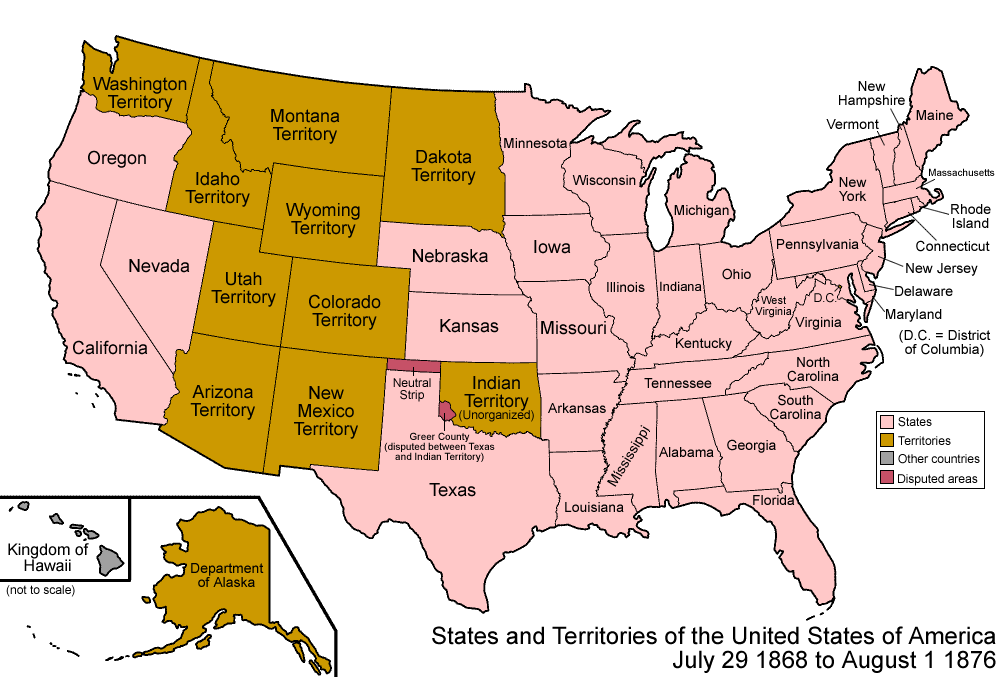
Territorios incorporados en el año 1876. Casi todas las divisiones territoriales al oeste del río Ohio y al norte de Oklahoma se reorganizaron diversas veces.

Los territorios organizados incorporados son territorios de los Estados Unidos que están tanto incorporados (parte de los Estados Unidos propiamente) como organizados (con un gobierno autorizado mediante una           ley orgánica aprobada por el Congreso de los Estados Unidos, habitualmente compuesto por un gobernador territorial, una cámara legislativa territorial y un sistema judicial básico). 
Durante la mayor parte de la historia de los Estados Unidos, las regiones incorporadas como Estados eran, antes de la admisión, territorios de este tipo. Al ir creciendo el país, las zonas más populosas del territorio organizado tomaban la forma de Estado. El resto mantenía frecuentemente algo de la estructura legal del territorio saliente, siendo renombrado para evitar confusiones.
Algunos ejemplos de estos cambios son los siguientes:
- El Territorio de Luisiana disuelto en Luisiana, el territorio de Misuri y Misuri incluyendo a Utah y Colorado (y diferentes reestructuraciones para asentar la organización de los nuevos territorios)
- El Territorio de Iowa en el Territorio de Dakota
- El Territorio de Oregón, Oregón y el territorio de Washington en Wyoming, Nebraska, el territorio de Idaho, Idaho, el territorio de Montana y Montana.

Estas nuevas regiones necesitaron varias décadas más de crecimiento antes de poder pedir el ser admitidas como estados. Por ejemplo, partes del territorio de Luisiana primitivo y del nuevo territorio de Oregón tardaron más de cincuenta años en convertirse en Estados: Idaho y Montana.

## Territorio actual
En 2025, el único territorio incorporado de los Estados Unidos ni está organizado ni poblado: el atolón Palmyra, un territorio no organizado ubicado en las aguas ecuatoriales al sur de Hawái. El atolón es un territorio incorporado bajo legislación internacional bajo el ‘reclamo del explorador’ y tras servir como base de abastecimiento en la Segunda Guerra Mundial es usado hoy día por un número variable de personal e investigadores. El atolón sigue desorganizado porque no hay residentes permanentes para pedir un cambio, solamente los empleados federales que rotativamente están asignados a él.
El distrito de Columbia es parecido funcionalmente a un territorio incorporado, siendo parte integral de Estados Unidos sin ser un estado, pero se clasifica aparte debido a que fue creado mediante la disposición constitucional única para la capital federal y no mediante el caso general de la autoridad del Congreso sobre un territorio federal.
El resto de los territorios de Estados Unidos son ‘no incorporados’ (lo que quiere decir que no son parte integral de los Estados Unidos) mientras que los anteriormente territorios incorporados son hoy día Estados.

## Lista de territorios organizados incorporados

Adquisiciones territoriales de los Estados Unidos desde la paz de 1783 con el Reino Unido hasta la paz con México en 1848.

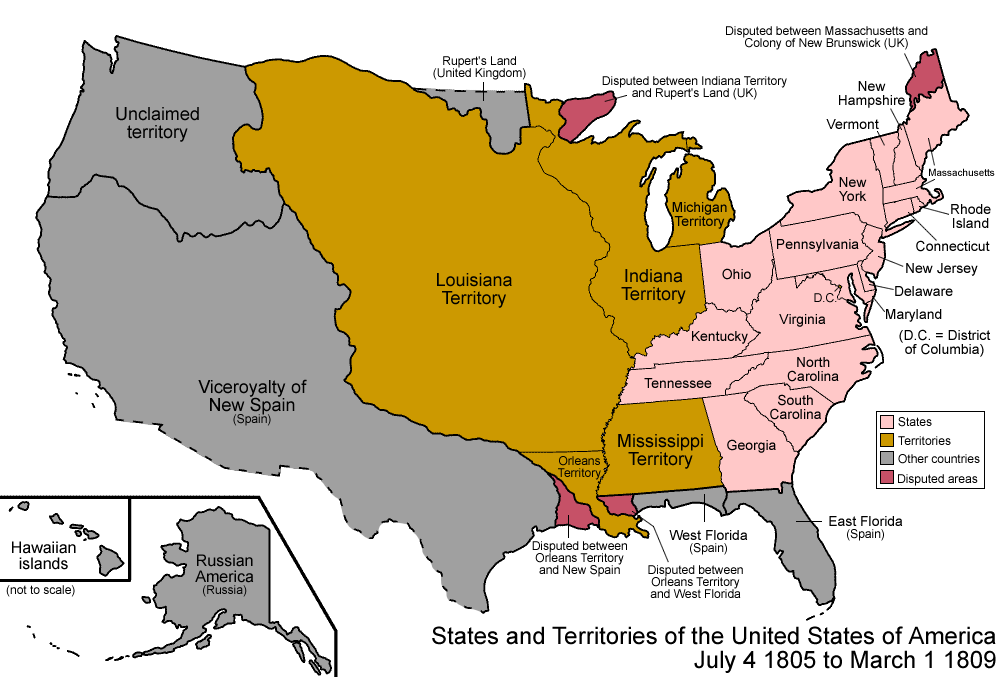
Cambios políticos en el oeste continental y en el territorio de Luisiana de los Estados Unidos entre 1805 y 1809 tras la ratificación de la compra de la Luisiana en octubre de 1803.

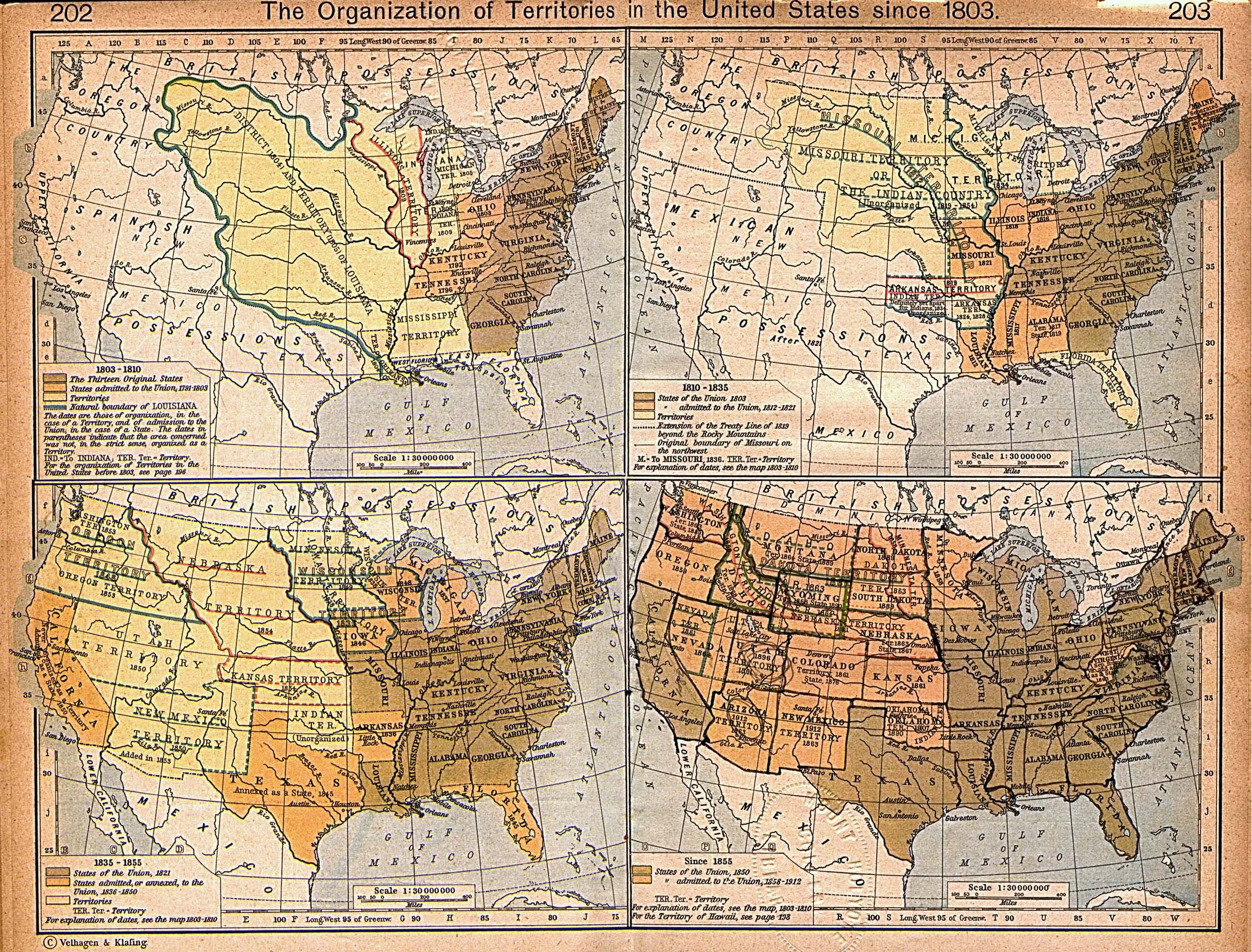
Creación de los diversos territorios organizados desde 1803 a 1923.

Los siguientes territorios estadounidenses son los organizados oficialmente por el Congreso mediante una Ley Orgánica aprobada en la primera fecha indicada. Se incorporaron a la unión en forma de Estado (con el mismo nombre, a no ser que se indique) en la segunda fecha indicada. En algunos casos, no se incluyeron grandes zonas periféricas del territorio en el nuevo Estado:
- Territorio del Noroeste (1787–1803) convertido en el Estado de Ohio y el Territorio de Indiana
- Territorio del Suroeste (1790–1796) convertido en el Estado de Tennessee
- Territorio de Misisipi (1798–1817)
- Territorio de Indiana (1800–1816)
- Territorio de Orleans (1804[1]–1812) constituyó el Estado de Luisiana.[2]
- Territorio de Michigan (1805–1837)
- Territorio de Luisiana (1805–1812), renombrado a Territorio de Misuri (1812–1821)
- Territorio de Illinois (1809–1818)
- Territorio de Alabama (1817–1819)
- Territorio de Arkansas (1819–1836)
- Territorio de Florida (1822–1845)
- Territorio de Wisconsin (1836–1848)
- Territorio de Iowa (1838–1846)
- Territorio de Oregón (1848–1859)
- Territorio de Minnesota (1849–1858)
- Territorio de Nuevo México (1850–1912)
- Territorio de Utah (1850–1896)
- Territorio de Washington (1853–1889)
- Territorio de Kansas (1854–1861)
- Territorio de Nebraska (1854–1867)
- Territorio de Colorado (1861–1876)
- Territorio de Nevada (1861–1864)
- Territorio de Dakota (1861–1889) dio origen a los Estados de Dakota del Norte y Dakota del Sur.
- Territorio de Arizona (1863–1912)
- Territorio de Idaho (1863–1890)
- Territorio de Montana (1864–1889)
- Territorio de Wyoming (1868–1890)
- Territorio de Oklahoma (1889–1907)
- Territorio de Hawái (1900–1959)
- Territorio de Alaska (1912–1959)